# Buergeria buergeri
Espèce
Synonymes
- Hyla bürgeri Temminck & Schlegel, 1838
- Buergeria subversicolor Tschudi, 1838
- Hyla mackloti Schlegel in Lichtenstein & Martens, 1856
- Rhacophorus buergeri (Temminck & Schlegel, 1838)

Statut de conservation UICN

 LC  : Préoccupation mineure
Buergeria buergeri est une espèce d'amphibiens de la famille des Rhacophoridae.

## Répartition
Cette espèce est endémique du Japon. Elle se rencontre sur les îles de Honshū, Kyūshū et Shikoku.

## Description
Buergeria buergeri mesure de 35 à 44 mm pour les mâles et de 49 à 69 mm pour les femelles. Son dos est grisâtre avec des taches irrégulières.
La femelle pond, en plusieurs fois, 500 œufs de 2 mm de diamètre et de couleur brun foncé. L'éclosion a lieu au bout de deux semaines. Les têtards présentent une bouche en forme de ventouse, ce qui leur permet de rester accrochés au rocher dans les cours d'eau rapide.

## Publication originale
- Temminck & Schlegel, 1838 : Fauna Japonica sive Descriptio animalium, quae in itinere per Japonianum, jussu et auspiciis superiorum, qui summum in India Batava Imperium tenent, suscepto, annis 1823–1830 colleget, notis observationibus et adumbrationibus illustratis, vol. 3, Chelonia, Ophidia, Sauria, Batrachia, p. 85-144.